# Drużynowe Mistrzostwa Świata na Żużlu 1968
Drużynowe Mistrzostwa Świata na Żużlu 1968 – 9. edycja drużynowych mistrzostw świata na żużlu. Zawody finałowe odbyły się 21 września 1968 roku w brytyjskim Londynie.
Tytułu mistrzowskiego, wywalczonego w 1967 roku w Malmö, broniła reprezentacja Szwecji.

## Eliminacje

### Runda kontynentalna

#### Półfinał
- 16 czerwca 1968 (niedziela),  Stralsund
- Awans do finału kontynentalnego: 1 – NRD

| Miejsce | Kraje      | Suma | Zawodnicy                                                                            | Pkt.       | Pkt bieg. |
| ------- | ---------- | ---- | ------------------------------------------------------------------------------------ | ---------- | --------- |
| 1       | NRD        | 47   | Jochen Dinse Jürgen Hehlert Gerhard Uhlenbrock Hans Jürgen Fritz rez. Peter Liebing  | 12 11 ns   | b.d.      |
| 2       | Węgry      | 18   | Barnabás Gyepes István Regőczi Janos Bernath Ferenc Radácsi rez. János Szőke         | 8 5 4 1 ns | b.d.      |
| 3       | RFN        | 18   | Manfred Poschenrieder Heinrich Sprenger Rudolf Kastl Dieter Dauderer rez. Fred Aberl | 6 5 2 ns   | b.d.      |
| 4       | Jugosławia | 13   | Ivan Molan Franc Babic Valentin Medved Drago Perko rez. Draško Oršić                 | 5 4 2 ns   | b.d.      |

#### Finał
- 27 lipca 1968 (sobota),  Slaný
- Awans do finału światowego: 2 – Polska i Czechosłowacja

| Miejsce | Kraje             | Suma | Zawodnicy                                                                           | Pkt.      | Pkt bieg. |
| ------- | ----------------- | ---- | ----------------------------------------------------------------------------------- | --------- | --------- |
| 1       | Polska            | 43   | Paweł Waloszek Antoni Woryna Andrzej Wyglenda Henryk Glücklich Jerzy Padewski       | 12 6 1    | b.d.      |
| 2       | Czechosłowacja    | 26   | Jan Holub Jaroslav Volf František Ledecký Miloslav Verner Antonín Šváb              | 9 8 6 3 0 | b.d.      |
| 3       | Związek Radziecki | 19   | Wiktor Trofimow Władimir Smirnow Jurij Czekranow Giennadij Kurilenko Igor Plechanow | 7 6 4 1   | b.d.      |
| 4       | NRD               | 8    | Hans Jürgen Fritz Jochen Dinse Gerhard Uhlenbrock Jürgen Hehlert brak zawodnika     | 3 2 1 –   | b.d.      |

### Runda skandynawska
- nieznany termin i nieznane miejsce
- Awans do finału światowego: 1 – Szwecja

| Miejsce | Kraje   | Suma | Zawodnicy | Pkt. | Pkt bieg. |
| ------- | ------- | ---- | --------- | ---- | --------- |
| 1       | Szwecja | b.d. | b.d.      | b.d. | b.d.      |
| 2       | b.d.    | b.d. | b.d.      | b.d. | b.d.      |
| 3       | b.d.    | b.d. | b.d.      | b.d. | b.d.      |
| 4       | b.d.    | b.d. | b.d.      | b.d. | b.d.      |

### Runda brytyjska
Wielka Brytania automatycznie w finale.

## Finał światowy
- 21 września 1968 (sobota),  Londyn – stadion Wembley

| Miejsce | Kraje           | Suma | Zawodnicy                                                                         | Pkt.        | Pkt bieg. |
| ------- | --------------- | ---- | --------------------------------------------------------------------------------- | ----------- | --------- |
| 1       | Wielka Brytania | 40   | Ivan Mauger Nigel Boocock Martin Ashby Barry Briggs rez. Norman Hunter            | 12 10 8 7 3 | b.d.      |
| 2       | Szwecja         | 30   | Ove Fundin Bengt Jansson Anders Michanek Torbjörn Harrysson rez. Olle Nygren      | 11 7 2 3    | b.d.      |
| 3       | Polska          | 19   | Edmund Migoś Edward Jancarz Andrzej Wyglenda Paweł Waloszek rez. Henryk Glücklich | 8 6 2 1 2   | b.d.      |
| 4       | Czechosłowacja  | 7    | Antonín Kasper Luboš Tomíček Jan Holub Jaroslav Volf Miloslav Verner              | 3 2 1 ns    | b.d.      |

## Tabela końcowa
| Miejsce | Kraj              |
| 1       | Wielka Brytania   |
| 2       | Szwecja           |
| 3       | Polska            |
| 4       | Czechosłowacja    |
| 5       | Związek Radziecki |
| ...     |                   |